# Деса
Деса (рум. Desa) — комуна у повіті Долж в Румунії. До складу комуни входить єдине село Деса.
Комуна розташована на відстані 252 км на захід від Бухареста, 80 км на південний захід від Крайови.

## Населення
За даними перепису населення 2002 року у комуні проживали 5023 особи. Усі жителі комуни рідною мовою назвали румунську.
Національний склад населення комуни:
| Національність | Кількість осіб | Відсоток |
| -------------- | -------------- | -------- |
| румуни         | 5013           | 99,8%    |
| цигани         | 10             | 0,2%     |

Склад населення комуни за віросповіданням:
| Релігія       | Кількість осіб | Відсоток |
| ------------- | -------------- | -------- |
| православні   | 4959           | 98,7%    |
| п'ятдесятники | 40             | 0,8%     |
| адвентисти    | 22             | 0,4%     |
| бретрени      | 2              | < 0,1%   |

## Зовнішні посилання
- Дані про комуну Деса на сайті Ghidul Primăriilor